# Liste der Monuments historiques in Pécy
Die Liste der Monuments historiques in Pécy führt die Monuments historiques in der französischen Gemeinde Pécy auf.

## Liste der Bauwerke
| Bezeichnung                | Beschreibung                  | Standort | Kennzeichnung | Schutzstatus   | Datum     | Bild           |
| -------------------------- | ----------------------------- | -------- | ------------- | -------------- | --------- | -------------- |
| Kirche Ste-Marie-Madeleine | Erbaut im 15./16. Jahrhundert | (Lage)   | PA00087192    | Classé Inscrit | 1909 1969 | weitere Bilder |

## Liste der Objekte
Zum Verständnis siehe: Kirchenausstattung
- Monuments historiques (Objekte) in Pécy in der Base Palissy des französischen Kultusministeriums